# Frédéric Clercq
Frédéric Clercq (31 gennaio 1970) è un ex pentatleta francese.

## Palmarès
In carriera ha conseguito i seguenti risultati:
- Mondiali:

Darmstadt 1993: argento nel pentathlon moderno staffetta a squadre.
Roma 1996: argento nel pentathlon moderno staffetta a squadre.
Città del Messico 1998: bronzo nel pentathlon moderno staffetta a squadre ed a squadre.
- Europei

Uppsala 1998: argento nel pentathlon moderno staffetta a squadre ed a squadre.